# South Los Angeles

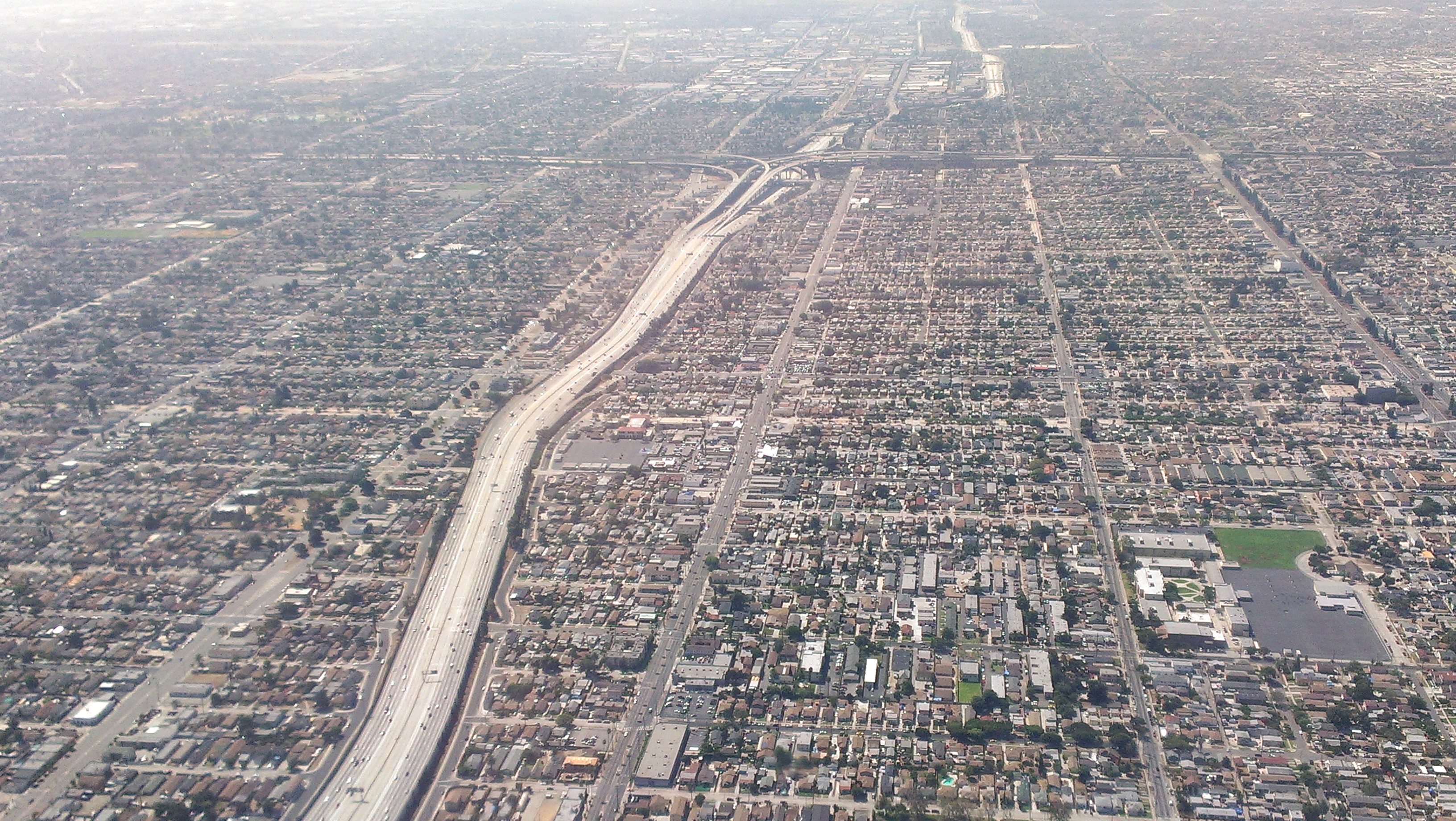
Flygbild över där motorvägarna 110 och 105 möts.

South Los Angeles (tidigare South Central Los Angeles) är ett område i Los Angeles County i Kalifornien, som består av 25 stadsdelar inom staden Los Angeles (bland annat Watts) och tre kommunfria områden. Befolkningen består till största del av afroamerikaner och personer med latinamerikansk härkomst.
Distriktet var en gång karaktäriserat av gängbrottslighet av de kriminella gängen Crips och Bloods. Största delen av kravallerna i Los Angeles 1992 pågick här.

## Kända personer födda eller uppvuxna i South Los Angeles, i urval

### Musiker
- Barry White
- Charles Mingus
- Charles Wright & the Watts 103rd Street Rhythm Band
- Coolio
- Da Lench Mob
- Eric Dolphy
- Ice Cube (musiker och skådespelare)
- Ice-T
- Jay Rock
- John Cage[1]
- Keb' Mo'
- Kendrick Lamar
- Kurupt
- Murs
- Nipsey Hussle
- The Pharcyde (musikgrupp)
- Ras Kass
- Schoolboy Q
- Skee-Lo
- Tone Lōc (musiker och skådespelare)
- Tyrese Gibson (musiker och skådespelare)
- WC
- Young Maylay (musiker och skådespelare)
- Etta James

### Idrottare
- Andre Miller
- Baron Davis
- Florence Griffith-Joyner
- Ozzie Smith
- DeSean Jackson

### Övriga
- Diane Watson, politiker
- Maxine Waters, politiker
- John Singleton, filmskapare